# Stefan de Vrij
Stefan de Vrij (Ouderkerk aan den IJssel, 5 de fevereiro de 1992) é um futebolista holandês que atua como zagueiro. Atualmente, joga pela Internazionale.

## Clubes

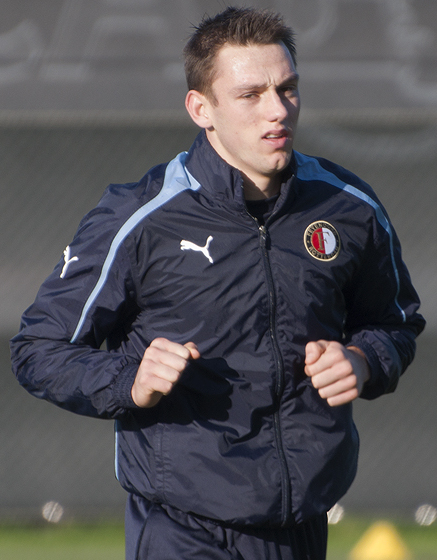
De Vrij pelo Feyenoord.

### VV Spirit e Feyenoord
De Vrij jogou para um clube local de Ouderkerk aan den IJssel, o VV Spirit durante 5 temporadas. Aos 10 anos, ele participou de testes para jogar nas categorias de base do Feyenoord. Depois de várias sessões de treinamento e um amistoso contra ARC, De Vrij foi oficialmente convidado a participar da divisão de base do Feyenoord. No vv Spirit, De Vrij muitas vezes jogou como um meio-campista, mas pelo Feyenoord ele passou a jogar como um zagueiro. O jovem desenvolveu-se rapidamente. Depois de jogar por Feyenoord sub-15, De Vrij foi um dos jogadores a equipe Sub-16 para jogar no Sub-17 imediatamente. 
Em 17 de julho de 2009, De Vrij assinou o seu primeiro contrato profissional com o Feyenoord até o verão de 2012. De Vrij fez sua estreia oficial pelo time profissional do Feyenoord em 24 de setembro de 2009. Ele substituiu Leerdam no minuto 58 na Copa KNVB, um jogo fora de casa contra o Harkemase Boys (0-5). Em 6 de dezembro de 2009, De Vrij estreou pela liga nacional, a Eredivisie numa partida em casa contra o FC Groningen (3-1), quando ele substituiu Denny Landzaat aos 89 minutos. Durante a temporada 2012-13, De Vrij substituiu Ron Vlaar como capitão da equipe. No entanto, após uma série de maus jogos, De Vrij foi cedeu sua braçadeira para atacante Graziano Pellè.

### Lazio
Em julho de 2014, após fazer uma boa Copa do Mundo, De Vrij foi contratado pela Lazio por € 7 milhões até 2018, onde foi contratado pela Internazionale.

### Inter de Milão
Chegando de graça após o fim de seu contrato, de Vrij é atualmente o camisa 6 e atual zagueiro da inter, onde jogou a final da Champions League 22/23 contra o Manchester City.

## Seleção Neerlandesa
De Vrij foi o zagueiro titular da Holanda na copa. Estreou contra a Espanha no dia 13 de junho de 2014, marcou um gol e a Holanda saiu com uma goleada em cima da Espanha, 5-1. De Vrij ficou na seleção da Copa 2014.

#### Gols pela seleção
| Gols | Data                | Local                              | Adversário | Placar | Resultado | Competição    |
| ---- | ------------------- | ---------------------------------- | ---------- | ------ | --------- | ------------- |
| 1.   | 13 de junho de 2014 | Arena Fonte Nova, Salvador, Brasil | Espanha    | 3–1    | 5–1       | Copa do Mundo |

## Títulos
Lazio
- Supercopa da Itália: 2017

Internazionale
- Campeonato Italiano: 2020–21[2], 2023–24
- Supercopa da Itália: 2021[3], 2022 e 2023
- Coppa Italia: 2021–22 e 2022–23

### Prêmio individuais
- Onze d'or da Copa do Mundo FIFA de 2014